# Демократи за сильну Болгарію
Демократи за сильну Болгарію (болг. Демократи за силна България) — політична партія в Болгарії (скорочено ДСБ).
У 1997-му Союз демократичних сил прийняв управління країни з 2,2 млн голосів. Після 4-х річного керування він втратив довіру болгарських виборців і на виборах 39-их Народних зборів Болгарії отримав всього 830 тис. голосів — майже втричі менше. Керівництво СДС звинуватило за це колишнього прем'єра Івана Костова і усунуло його від усіх посад у партії. Іван Костов відкинув усі звинувачення і зі своїми прихильниками заснував ДСБ.
На парламентських виборах 2005 року ДСБ отримали 6,5% з голосів і 13 депутатських місць в 40-м Народних зборах Болгарії.
На виборах до Європарламенту 2007 блок набрав близько 4,35% голосів і не отримав депутатських місць.
ДСБ є твердими і послідовними прихильниками прозахідної орієнтації Болгарії та її активної участі у всіх заходах ЄС і НАТО.
На початку 2009 ДСБ вступили до Блакитної коаліції.